# Harald Nielsen (författare)
Harald Charles Christian Anton Nielsen, född 20 april 1879 i Köpenhamn, död 9 december 1957, var en dansk författare och journalist.
Nielsen blev student och erhöll en magistergrad 1905. Han var medarbetare i Illustreret Tidende, Tilskueren med flera tidskrifter och tdningar, År 1910-1920 redigerade han den polemiska veckotidningen Ugens Tiskuer och tillhörde 1917-20 vänstertidningen Københavns redaktion. Nielsen var ursprungligen präglad av köpenhamnsk radikalism men vände sig mot de ledande kretsarna inom litteratur och politik, särskilt brandesianismen bland annat i uppsatsen Om Realisme (1904) och Systemet Politiken (1907). Som moralist ställde han gammaldags rättskaffenhet mot samtidens slapphet och moralupplösning. En lång rad böcker under titeln Af Tidens Træk (1909-, däribland Moderne Ægteskap 1919, svensk översättning 1920) rymmer hans angrepp på tidsandan. Hans främsta estetiska kritik finns i samlingen Moderne Litteratur (2 band, 1904 och 1923) och Vej og Sti (1916). Andra kända verk är Holberg i Nutidsbelysning (1923) och Literære Mirakler (1933). Nielsens Selvforsvar og Landeværn är delvis självbiografisk. Nielsen var i form och metod påverkad av Fredrik Böök.
Nielsen var antisemit och tyskvän, men kom trots det aldrig att direkt samarbeta med tyskarna under andra världskriget. Han var även skribent i den danska nationalsocialistiska tidskriften Kamptegnet.